# Dražen Budiša

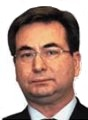
Dražen Budiša

Dražen Budiša (* 25. Juli 1948 in Drniš) ist ein kroatischer Politiker und Schriftsteller. Er war in der Mitte der 1990er führender Vertreter der Opposition gegen Franjo Tuđman und mehrfach Minister in Kroatien.
Budiša studierte in Zagreb Philosophie und Soziologie.
Budiša war als Studentenführer (Vorsitzender des Zagreber Studentenverbands) des Kroatischen Frühlings in den 1970er Jahren als Erstangeklagter für vier Jahre inhaftiert. Bis zum demokratischen Aufbruch 1989 unterlag er danach einem Betätigungsverbot in der Öffentlichkeit und arbeitete als Bibliothekar.
Während des Kroatienkrieges war er von August 1991 bis Februar 1992 Minister, verließ aber als erster die Regierung, um bei den Präsidentschaftswahlen 1992 zu kandidieren, er unterlag jedoch Franjo Tuđman. Er leitete als  Vorsitzender die Partei HSLS dreimal 1990 bis 1996, 1997 bis 2001 und 2002 bis 2004, auch als diese zweitwichtigste Partei des siegreichen oppositionellen Wahlbündnisses für die Parlamentswahl 2000 war. Zwei Wochen später, am 7. Februar 2000, unterlag er mit dem Ergebnis 44 % zu 56 % bei der Stichwahl um das Präsidentenamt Stjepan Mesić. Er trat in die Regierung als Minister ein und war zusätzlich 2002 kurzzeitig stellvertretender Ministerpräsident.
Die seiner Ansicht nach zu nachgiebige Haltung seines Koalitionspartners SDP in der Außenpolitik (Auslieferung kroatischer Generäle an den ICTY in Den Haag, Zugeständnisse an Slowenien wegen des Kernkraftwerk Krško und wegen Grenzfragen) spitzte sich zu einer Regierungskrise zu. Anschließend trat HSLS aus der Regierungskoalition aus. Nach schlechten Ergebnissen bei darauf folgenden Wahlen trat Budiša als Vorsitzender der HSLS zurück.
Seither beteiligt er sich nicht mehr an der aktiven Politik.